# نابروكسين
النابروكسين (بالإنجليزية: Naproxen) هو مشتق أفيوني يشابه تركيبة الكودين لكن الفرق أن نابروكسين أنجح وأقوى جسدياً لتخفيف الألم لكن لا يؤثر عقلياً بمستقبلات السيروتونين أو الدوبامين لكن ناجح في تخفيف أي نوع من الألم أكثر من المجموعة الأفيونية يستعمل أساساً لتخفيف الألم الحمى والالتهابات الناتجة عن:
- الفصال
- الحصوات الكلوية
- التهاب المفاصل الرثياني
- التهاب المفاصل الصدافي
- تخفيف الأعراض الجانبية من إدمان افيوني
- النقرس
- التهاب الفقار المقسط
- عسر الطمث
- التهاب الأوتار
- التهاب الغضاريف
- التهاب المفاصل الزلالية

ويسوق حول العالم بأسماء تجارية مختلفة منها:Aleve, Anaprox, Antalgin, Feminax Ultra, Flanax, Inza, Midol Extended Relief, Miranax, Nalgesin, Naposin, Naprelan, Naprogesic, Naprosyn, Narocin, Proxen, Synflex,Nexorpan.Nopain.Desman Xenobid.inaprol. وقد تم تسويق الدواء لأول مرة في عام 1976 بوصفة طبية

## التركيب والتفاصيل
تبلغ نقطة الانصهار للنابروكسين 153 °م

## التخليق
Naproxen has been produced by Syntex industrially as follows:

## الأثار الجانبية
الأدوية اللاسترويدية المضادة للالتهابات سواءً تلك اللاانتقائية non-selective أو الانتقائية selective anti-cox II لها علاقة بزيادة خطيرة وقد تكون مميتة في مشاكل عديدة في القلب والاوعية الدموية. ومع ذلك النابروكسين يعتبر أقل هذه الأدوية في مشاكل القلب والأوعية الدموية مثل احتشاء عضلة القلب. وبحسب جميعة القلب الأميركية يعتبر النابروكسين هو الأكثر أمانا مقارنة مع الديكلوفيناك الذي زادت التحذيرات مؤخراً من مخاطره الشديدة على القلب لتصل خطورته لخطورة الأدوية الانتقائية أو المعروفة بال anti-cox II مثل سيليكوكسيب «سيليبركس» واتوريكوكسيب «أركوكسيا» حيث تربط الدراسات زيادة الانتقائية على cox-II بزيادة المخاطر على القلب.
نابروكسين مثله مثل باقي هذا النوع من الأدوية يسبب مشاكل في الجهاز الهضمي مثل حرقان المعدة والتهاب المعدة، إمساكاً، أو إسهالاً، وقرحة معدة في الجرعات العالية لذا : ينصح باستخدامه مع مثبطات مضخات البروتون مثل لانسوبرازول أو اوميبرازول

## وصلات خارجية
- CID 1302 من بوبكيم
- رقم EINECS 244-838-7